# PB消音手槍
PB消音手槍（俄語：Пистолет Бесшумный，意思為「無聲手槍」）是一種蘇聯製造的半自動手槍。

## 概述
PB消音手槍是以馬卡洛夫手槍作藍本的消音武器，這種武器於1967年投入服役，並列裝蘇聯軍隊中的偵察小組、特種部隊和克格勃等部門。該手槍配有一個一體化，並由兩部分組成的抑制器，必要時使用者可將抑制器拆卸成兩部份，以令手槍能夠方便地隱蔽攜帶。此槍也能夠在沒裝上抑制器的情況下安全地被擊發，這確保了使用者在危急情況下能夠直接開火。在缺乏抑制器的前部零件時此槍的發射聲音與馬卡洛夫手槍相似，而即使在抑制器完整的狀態下此槍也不能夠完全消音。PB手槍有一個特製的槍套，手槍及拆卸後的抑制器可分開收藏在裡面。
PB手槍的擊發機構與馬卡洛夫手槍相同，另外由於槍管前部安裝了抑制器，所以槍機十分短小，復位彈簧也被移至握把裡面；PB手槍使用與馬卡洛夫手槍相同的8發彈匣供彈，準星改為固定不能調整。

## 使用國
- 白俄羅斯—繼承自前蘇聯。
  - 白俄羅斯共和國武裝力量（英语：Military of Belarus）
  - 白俄羅斯共和國國家安全委員會
  - 白俄羅斯共和國內務部（裝備特警單位及用於槍決囚犯）
- —繼承自前蘇聯。
- 俄羅斯—繼承自前蘇聯。
  - 俄羅斯聯邦武裝力量（裝備偵察單位及特種部隊）
  - 俄羅斯聯邦國家近衛軍
- 叙利亚
- 乌克兰—繼承自前蘇聯。
  - 烏克蘭武裝力量
  - 烏克蘭安全局
  - 烏克蘭內務部

### 前使用國
- 苏联
  - 蘇聯武裝力量（裝備偵察單位及特種部隊）
  - 蘇聯國家安全委員會

## 外部連結
- Modern Firearms - PB silenced（页面存档备份，存于）
- 槍炮世界—马卡洛夫PB微声手枪（页面存档备份，存于）